# Steve Jobs (film)
Steve Jobs is een Amerikaanse film uit 2015 van regisseur Danny Boyle. Het scenario werd geschreven door Aaron Sorkin en is gebaseerd op het gelijknamige boek van schrijver Walter Isaacson. De hoofdrollen worden vertolkt door Michael Fassbender, Kate Winslet, Seth Rogen en Jeff Daniels. De film ging op 5 september in première op het Telluride Film Festival, Colorado.

## Verhaal
Het verhaal focust zich op drie belangrijke periodes uit het leven van de Amerikaanse computerpionier Steve Jobs. In elke periode staat de lancering van een nieuw product centraal: de Macintosh in 1984, de NeXTcube in 1988 en de iMac in 1998. In de aanloop naar de drie productvoorstellingen wordt Jobs backstage steeds geconfronteerd met verschillende problemen en kennissen, waaronder computeringenieur Steve Wozniak, marketingverantwoordelijke Joanna Hoffman, softwareontwikkelaar Andy Herzfeld, Apple-directeur John Sculley, zijn ex-vriendin Chrisann Brennan en hun dochter Lisa.

## Rolverdeling
- Michael Fassbender – Steve Jobs
- Kate Winslet – Joanna Hoffman
- Seth Rogen – Steve Wozniak
- Jeff Daniels – John Sculley
- Michael Stuhlbarg – Andy Herzfeld
- Katherine Waterston – Chrisann Brennan
- Sarah Snook – Andrea Cunningham
- John Ortiz – Joel Pforzheimer
- Makenzie Moss – Lisa (5 jaar)
- Ripley Sobo – Lisa (9 jaar)
- Perla Haney-Jardine – Lisa (19 jaar)

## Prijzen en nominaties
De belangrijkste:
| jaar | prijs              | categorie                     | genomineerde(n)    | uitslag     |
| ---- | ------------------ | ----------------------------- | ------------------ | ----------- |
| 2016 | Golden Globe Award | Beste vrouwelijke bijrol      | Kate Winslet       | Gewonnen    |
| 2016 | Golden Globe Award | Beste script                  | Aaron Sorkin       | Gewonnen    |
| 2016 | Golden Globe Award | Beste acteur in een dramafilm | Michael Fassbender | Genomineerd |
| 2016 | Golden Globe Award | Beste originele filmmuziek    | Daniel Pemberton   | Genomineerd |
| 2016 | BAFTA Award        | Beste vrouwelijke bijrol      | Kate Winslet       | Gewonnen    |
| 2016 | Academy Award      | Beste acteur                  | Michael Fassbender | Genomineerd |
| 2016 | Academy Award      | Beste vrouwelijke bijrol      | Kate Winslet       | Genomineerd |